# Гельсінгер (стадіон)
Стадіон «Гельсінгер» (дан. Helsingør Stadion) — футбольний стадіон в місті Гельсінгер, Данія , домашня арена однойменного футбольного клубу.
Стадіон відкритий 1923 року. У 1999 році реконструйований. Арена має потужність 4 500 глядачів, з яких 282 забезпечені сидячими місцям. На стадіоні відсутні системи освітлення та обігріву поля.
Рекорд відвідування арени був встановлений у 1970 році під час матчу третього дивізіону місцевого чемпіонату. Тоді за матчем спостерігало більше 3 500 глядачів. Рекорд Суперліги встановлений 23 вересня 2009 року під час матчу між «Гельсінгером» та «Копенгагеном». На трибунах тоді перебувало 3 038 глядачів. 